# كونستانتينوس تريانتافيلوبولوس
كونستانتينوس «كوستاس» تريانتافيلوبولوس  هو لاعب كرة قدم بولندي في مركز الدفاع، ولد في 29 نوفمبر 1996 في غانا. لعب مع لاسك لينتس.

## وصلات خارجية
- كونستانتينوس تريانتافيلوبولوس على موقع الاتحاد الأوربي (الإنجليزية)
- كونستانتينوس تريانتافيلوبولوس على موقع قاعدة بيانات كرة القدم.إي يو (الإنجليزية)
- كونستانتينوس تريانتافيلوبولوس على موقع Soccerbase.com (لاعب) (الإنجليزية)
- كونستانتينوس تريانتافيلوبولوس على موقع Soccerway.com (الإنجليزية)
- كونستانتينوس تريانتافيلوبولوس على موقع عالم كرة القدم.نت (الإنجليزية)
- كونستانتينوس تريانتافيلوبولوس على موقع AS.com (الإسبانية)